# Father Figure
Father Figure è una canzone del cantante inglese George Michael, quarto singolo estratto dal suo primo album solista Faith.
Pubblicato sul finire del 1987, il singolo ha raggiunto la posizione 11 della Official Singles Chart, diventando il primo singolo di Michael a non entrare nella top 10 del suo paese d'origine. Negli Stati Uniti il brano è diventato la sesta numero uno di Michael, debuttando alla posizione numero 49, fino a raggiungere in poche settimane la numero 1 della Billboard Hot 100. Complessivamente, il singolo è rimasto per 6 settimane nella Top 10, 9 settimane nella Top 20, e 14 settimane nella Top 40.

## Video
Il video mostra una relazione tra un tassista (interpretato da George Michael) e una modella d'alta moda (interpretata dalla modella di Vogue Tania Coleridge). Attraverso vari flashback viene raccontato il loro tormentato legame.
George Michael e Andy Morahan, regista del video, si sono aggiudicati un MTV Video Music Awards nella categoria "Miglior regia di un video".

## Tracce
- U.S. single (CD/cassette)

1. Father Figure – 5:40
2. Look at Your Hands – 6:43

- International single (CD/cassette maxi single)

1. Father Figure – 5:40
2. Father Figure (Deep Remix) – 4:43
3. Father Figure (Handrix version) – 3:13
4. Father Figure (Cinema Remix) – 4:11

## Classifiche
| Classifica (1988)                | Posizione massima |
| -------------------------------- | ----------------- |
| Australia                        | 5                 |
| Austria                          | 17                |
| Belgio (Fiandre)                 | 2                 |
| Canada                           | 2                 |
| Finlandia                        | 9                 |
| Francia                          | 37                |
| Germania                         | 18                |
| Irlanda                          | 2                 |
| Italia                           | 14                |
| Norvegia                         | 10                |
| Nuova Zelanda                    | 7                 |
| Paesi Bassi                      | 2                 |
| Regno Unito                      | 11                |
| Spagna                           | 4                 |
| Stati Uniti                      | 1                 |
| Stati Uniti (adult contemporary) | 3                 |
| Stati Uniti (dance club)         | 13                |
| Stati Uniti (dance/electronic)   | 1                 |
| Stati Uniti (R&B)                | 6                 |
| Svizzera                         | 13                |